# Joseph Friedrich von Racknitz
Joseph Friedrich von Racknitz, född 1744 i Dresden, död 1818, var en tysk hovmarskalk, intendent och kompositör.

## Biografi
Joseph Friedrich von Racknitz föddes 1744 i Dresden. Han arbetade som hovmarskalk och intendent vid teatern och kapellet i Dresden. Von Racknitz har utgivit flera arbeten som skriftställare, bland annat Briefe über din Kunst an eine Freudin, Darstellung des Geschmacks der vorzüglichsten Volker utgiven 1797 i Leipzig. Han arbetade även som kompositör och komponerade klaversonater, franska sånger och tyska sånger. Von Racknitz avled 1818.